# Alepidomus evermanni
Alepidomus evermanni – gatunek ryby z rodziny aterynowatych (Atherinidae), jedyny przedstawiciel rodzaju Alepidomus.